# アイダエンジニアリング
アイダエンジニアリング株式会社（アイダエンジニアリング、英称:AIDA ENGINEERING, LTD.）は、神奈川県相模原市に本社を置く企業である。
主な事業は、金属加工機械のうちプレス機械を主力とする鍛圧機械ならびにそれらに付帯するプレス加工自動化のための各種自動装置、産業用ロボット及び金型等の製造・販売並びにサービスである。

## 特色
プレス機械では国内トップシェアを誇り、サーボ駆動式プレス機械を世界で初めて開発した。特にEV用モーターコアを製造する高速精密プレス機械においては80%近いシェアを持つ。 
顧客の約70%が自動車関連で、約20%が電気，電子関連である。生産拠点が日本，アメリカ，イタリア，中国，マレーシアにある。

## 沿革
- 1917年（大正6年） - 会田陽啓により会田鉄工所を創業。
- 1937年（昭和12年） - 株式会社に改組。
- 1962年（昭和37年） - 東京証券取引所市場第2部に上場。
- 1970年（昭和45年） - 社名をアイダエンジニアリング株式会社に変更。
- 1971年（昭和46年） - 東京・大阪証券取引所市場第1部に昇格。
- 1972年（昭和47年） - アメリカに現地法人設立。
- 1974年（昭和48年） - 津久井工場を新設。
- 1992年（平成4年） - 株式会社アクセス、株式会社エービーシーを設立。
- 2017年（平成29年） - 日本リライアンス株式会社を子会社化。
- 2019年（平成31年） - 日本リライアンスが株式会社REJに社名変更。

## 製品
- プレス機械
- 自動加工ライン
- 産業用ロボット
- 自動送り装置
- 金型

## グループ企業
国内

- 日本
  - 株式会社エービーシー（神奈川県相模原市緑区大山町2-10）
  - 株式会社REJ（神奈川県横浜市金沢区福浦2-3-2）

海外

- アメリカ合衆国
  - AIDA AMERICA CORP.
- イタリア
  - AIDA S.r.l.
- 中国
  - AIDA PRESS MACHINERY SYSTEMS CO., LTD.
- マレーシア
  - AIDA ENGINEERING (M) SDN. BHD.